# Elizabeth McCombs

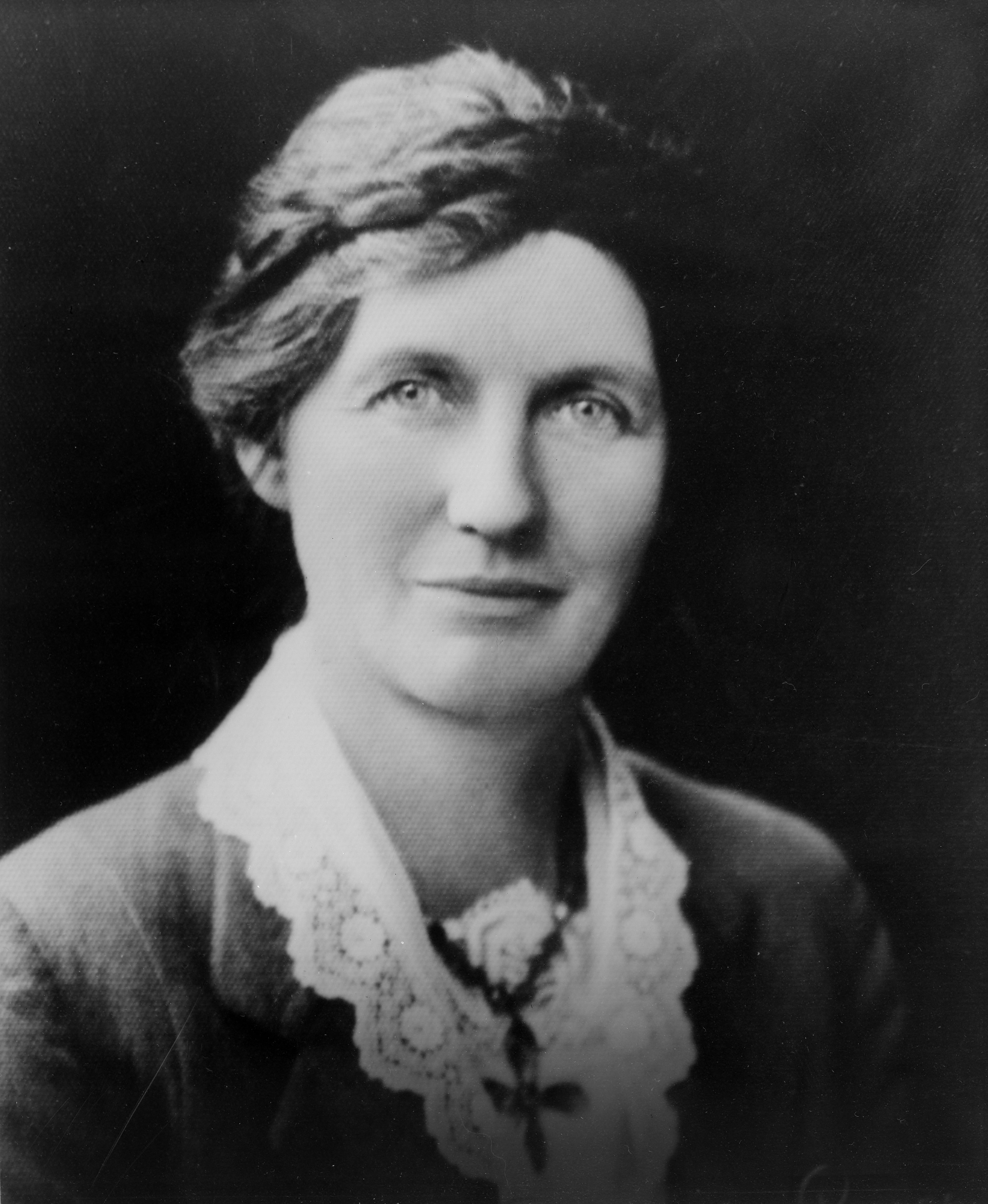
Elizabeth Reid McCombs, etwa 1933

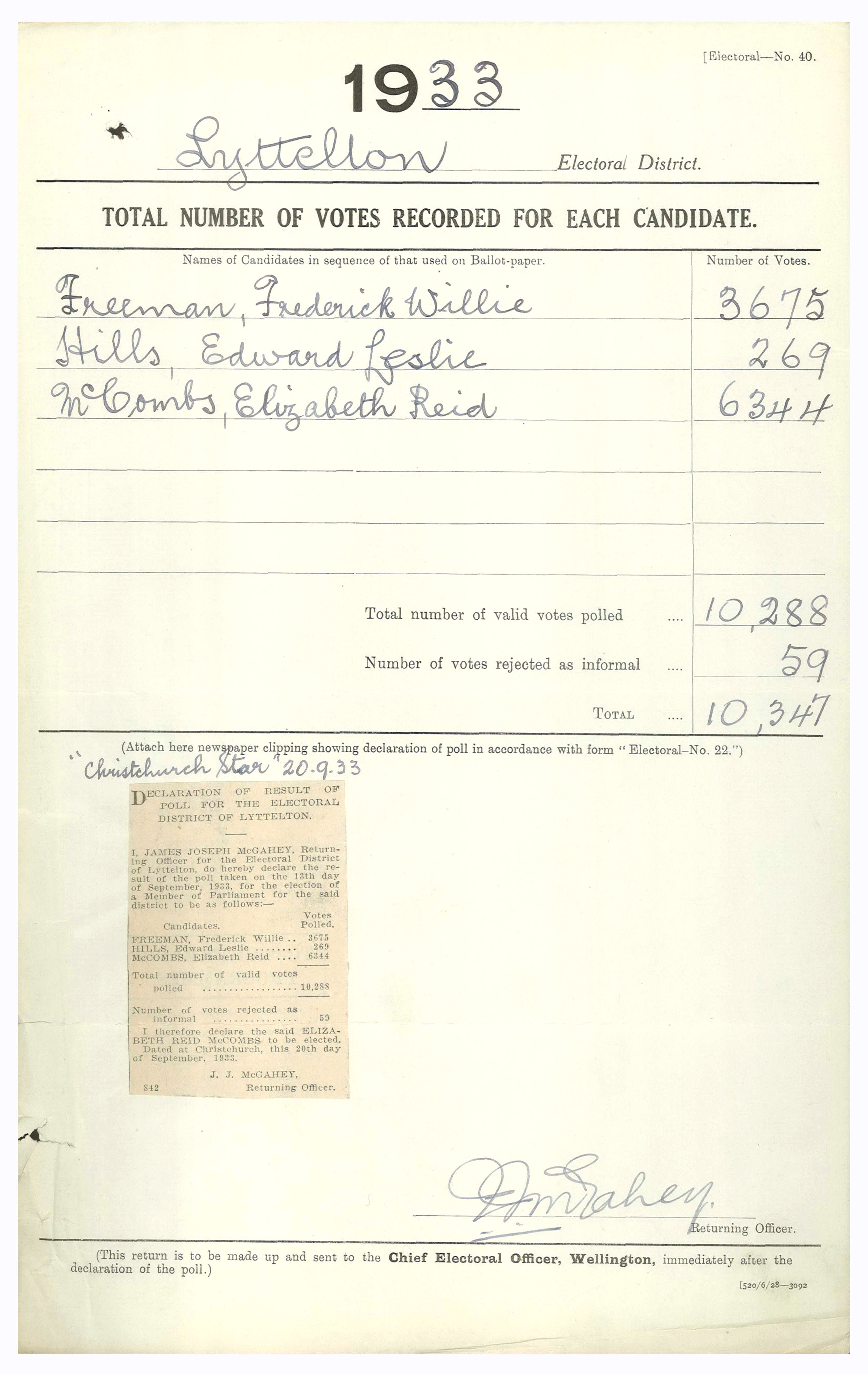
Bekanntmachung des Wahlergebnisses vom 13. September 1933

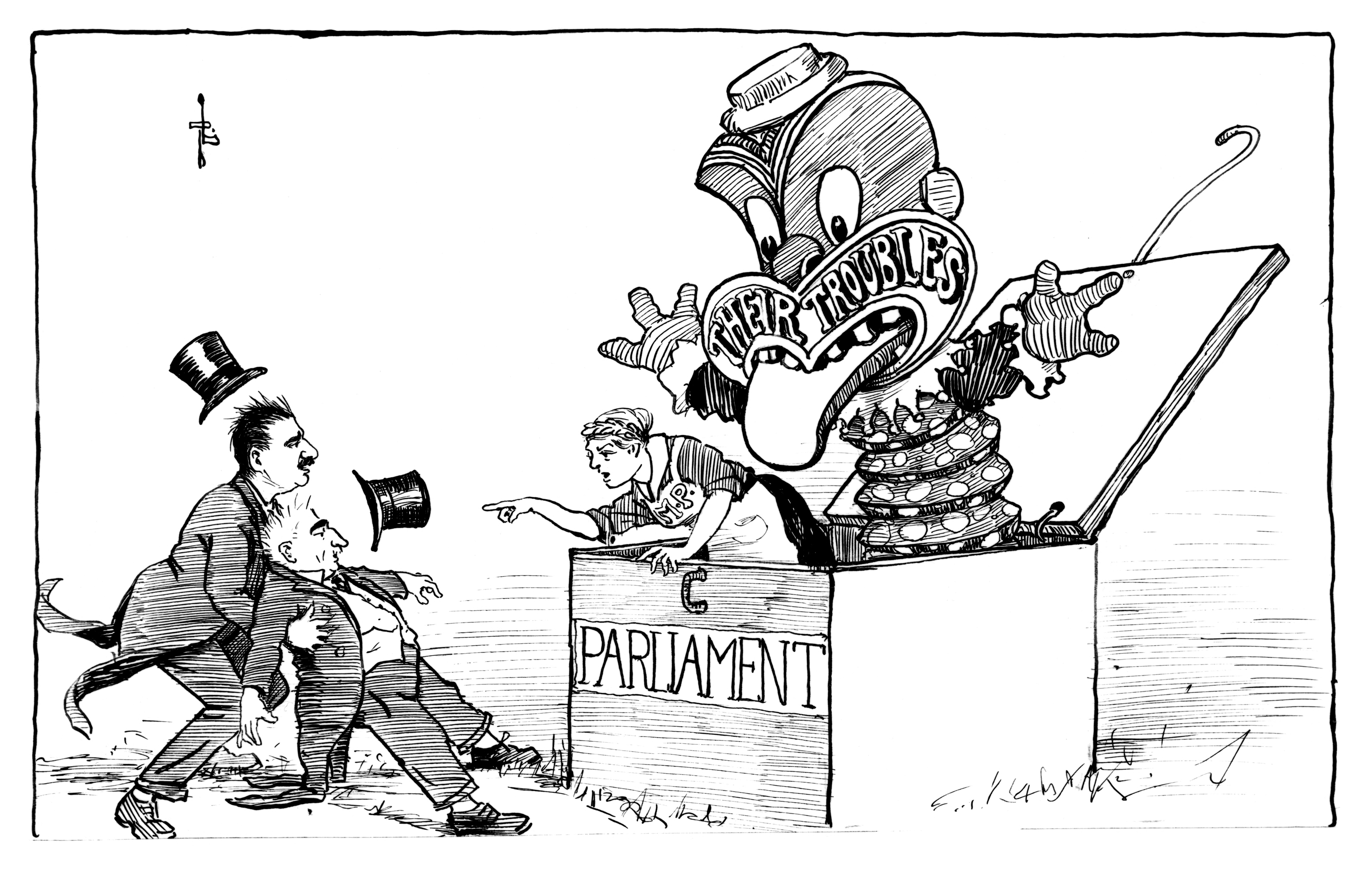
Karikatur zu der Wahl von Elizabeth Reid McCombs ins House of Representatives

Elizabeth Reid McCombs (* 19. November 1873 in Kaiapoi, Canterbury, Neuseeland; † 17. Juni 1935 in Christchurch) war eine neuseeländische Politikerin der Labour Party und die erste Frau in Neuseeland, die in das House of Representatives gewählt wurde.

## Leben
Elizabeth Reid Henderson wurde am 19. November 1873 als achtes von neun Kinder von Alice Connolly und ihrem Mann Daniel Henderson, einem Lageristen in Kaiapoi, rund 15 km nördlich von Christchurch geboren. Einige Jahre nach ihrer Geburt zog die Familie nach Ashburton und 1883 nach Christchurch, wo Elizabeth die Grundschule besuchte. Als ihr Vater im Jahr 1886 verstarb, geriet die Familie in finanzielle Schwierigkeiten. Sie besuchte noch fünf Jahre die Christchurch West School und 1889 ein Schulhalbjahr die Christchurch Girls' High School und galt als nicht sehr fleißige Schülerin.

## Politische Karriere
Inspiriert durch ihre beiden älteren Schwestern begann sich Elizabeth für sozialistische Themen zu interessieren und folgte ihren Schwestern 1899 in das Committee of the Progressive Liberal Association, das sich zum Ziel gesetzt hatte, Frauen in der Politik und der Gesellschaft zu fördern. Ihre erste bedeutende Rolle übernahm sie als Schriftführerin der Canterbury Children's Aid Society. 1902 wurde sie Präsidentin der Young People's No License League, wurde eine der Führungsfiguren der Women’s Christian Temperance Union of New Zealand, war von 1909 bis 1910 deren Schatzmeisterin und übernahm von 1913 an weitere verschiedene Aufgaben und Positionen in der Organisation.
Am 25. Juni 1903 heiratete sie in Christchurch James McCombs, der von 1913 bis 1933 für den Wahlkreis Lyttelton im House of Representatives saß, zunächst als Mitglied der Social Democratic Party, die er 1913 gründete, und später als Mitglied der Labour Party, in die Elizabeth McCombs ebenfalls eintrat. Beide waren überzeugte Sozialisten.
Elizabeth McCombs startete ihre politische Karriere über die Labour Party 1921, als sie erfolgreich für den Christchurch City Council (Stadtrat der Stadt Christchurch) kandidierte. Sie behielt ihren Sitz bis in das Jahr 1935, als sie nicht mehr für das Amt antrat. Neben weiteren zahlreichen Ämtern in verschiedenen Organisation versuchte McCombs 1928 für den Wahlkreis Kaiapoi ohne Erfolg einen Sitz im House of Representatives zu bekommen. Auch ihre zweite Kampagne, die sie 1931 im Wahlkreis Christchurch North mit dem Slogan „Vote the first Woman to the New Zealand Parliament“ (Stimme für die erste Frau ins neuseeländische Parlament) führte, brachte ihr noch nicht den erwünschten Erfolg.
Als im August 1933 ihr Mann verstarb, zeigten die Parteiführer der Labour Party Vorbehalte gegenüber der Übernahme seines Sitzes durch seine Frau. Doch sie stellte sich am 13. September 1933 zur Wahl und gewann den Sitz für das House of Representatives mit einer überwältigenden Mehrheit von 61,7 % der Stimmen. Trotz ihrer bereits angeschlagenen Gesundheit reiste sie wöchentlich zwischen Christchurch und Wellington und nahm aktiv an den Sitzungen des Parlamentes teil.
Sie verstarb am 7. Juni 1935 in Christchurch, wo ihrer und ihres Mannes im McCombs Memorial Garden im Woolston Park gedacht wird.